# Морская пехота Азербайджана
Морская пехота (азерб. Azərbaycan Dəniz Piyadaları) — род войск ВМС Азербайджана. В состав ВМС входит 1 батальон морской пехоты и морской диверсионно-разведывательный центр специального назначения – войсковая часть 641 (отряд боевых пловцов) Численность — 4 000 человек.

## Назначение
Предназначена для ведения боевых действий в составе морских десантов. Представляет собой высокомобильные амфибийные силы постоянной готовности. Бригада находится в прямом подчинении ВМС Азербайджана.

## Техника и вооружение

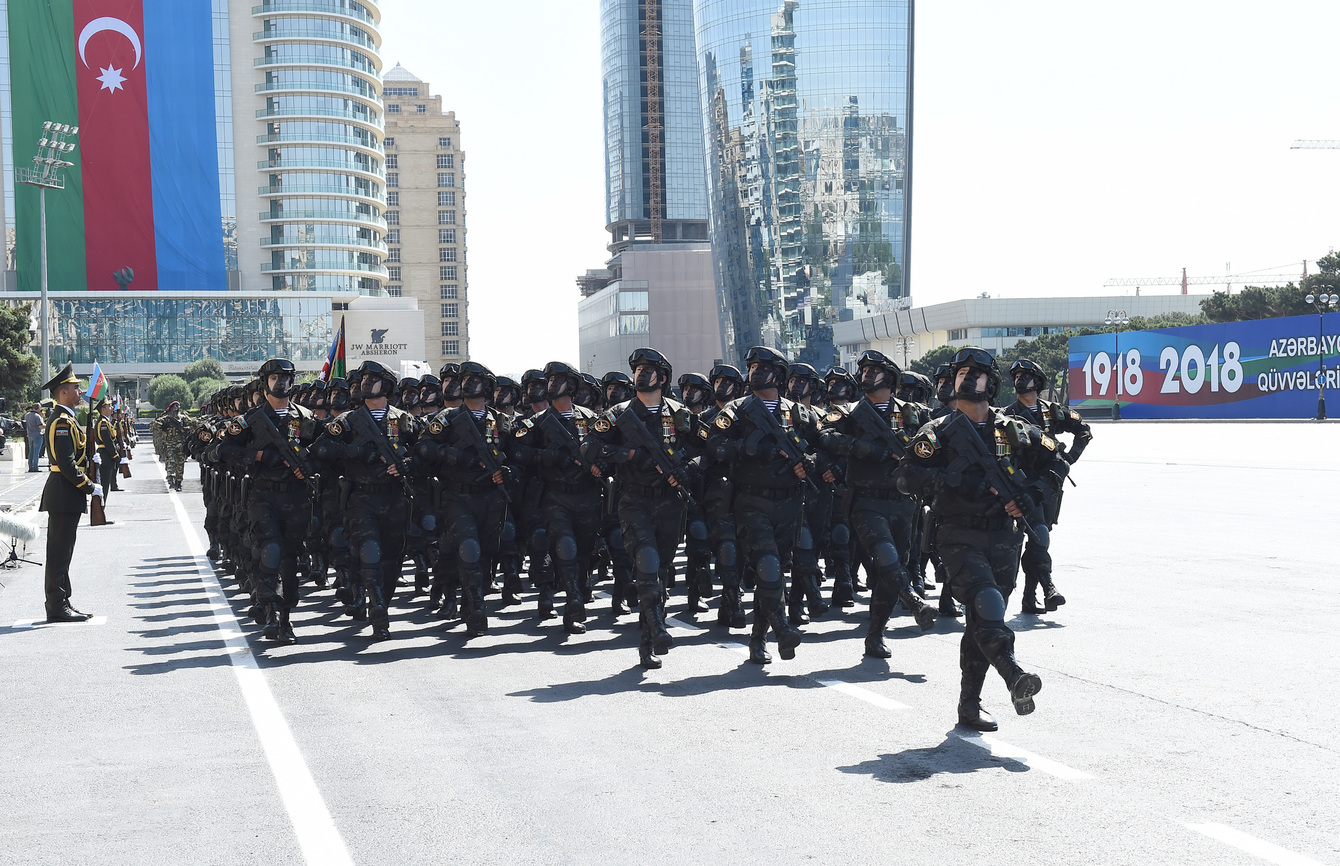
Парадный расчёт морских пехотинцев Военно-морских сил Азербайджана на параде по случаю 100-летия Вооружённых сил Азербайджана. Баку, 26 июня 2018 года

Сверхмалые подводные лодки (групповые носители боевых пловцов) типа «Тритон-1М» и «Тритон-2», а также индивидуальные подводные средства движения водолазов-разведчиков типа «Сирена» и различное вооружение, предназначенное для ведения боя как на суше, так и в море.

## Состав
- 641-я бригада морских специальных операций